# Radujevac
Radujevac (en serbe cyrillique : Радујевац) est une localité de Serbie située dans la municipalité de Negotin, district de Bor. Au recensement de 2011, elle comptait 1 198 habitants.
Radujevac est officiellement classé parmi les villages de Serbie.

## Démographie

### Évolution historique de la population
| 1948  | 1953  | 1961  | 1971  | 1981  | 1991  | 2002  | 2011  |
| ----- | ----- | ----- | ----- | ----- | ----- | ----- | ----- |
| 2 708 | 2 700 | 2 767 | 2 799 | 2 868 | 2 715 | 1 540 | 1 198 |

|  |